# Підліснівка
Підлі́снівка — село в Україні, у Степанівській селищній громаді Сумського району Сумської області. Населення становить 606 осіб. До 2017 орган місцевого самоврядування — Підліснівська сільська рада.

## Географія
Село Підліснівка знаходиться на березі річки Гуска, вище за течією на відстані 2,5 км розташоване село Степне, нижче за течією на відстані 1 км розташоване село Білоусівка. На річці велика гребля.

## Історія
Село Підліснівка було засноване у 1696 році вихідцями з Правобережної України.
Назва «Слобожанщина» в перекладі означає (вільна). Царизм забороняв переселятися з Правобережжя, даючи на той час значні пільги. А саме головне, що тимчасово не утверджувався феодально — кріпосний лад. А у прикордоння Росії і України рушили втікачі з Правобережжя.
Так сталося наприкінці 17 ст. (1696 року), сотник Київщини Василь Підлісний з козаками, жінками, дітьми, стариками рушили в район Білгородської оборонної лінії з метою поселення.
Поруч річка Біла Гуска, яка брала свій початок біля села Буциково, по обидва береги родючі чорноземи, і вони надовго тут осіли.
Природні умови були надзвичайно сприятливі. Навколо Підліснівки шуміли ліси, широка була річка Гуска. Її води підходили до самих балок. Земля відзначалася родючістю і давала високі врожаї зернових. З олійних та технічних культур сіяли коноплі та льон. Для оранки використовували важкі плуги, в які запрягали по чотири воли. Звичайно, використовували і сохи. На городах вирощували дині і кавуни.
Розвинутою галуззю було й скотарство. Розводили рогату худобу, коней, овець, кіз, свиней. Розвивалося бджільництво, рибальство. Майже кожна сім'я мала ткацький верстат. Сільські ткачі ткали килими, плахти, запаски, хустки, сукна, полотна, рядна.
Чоловіки займалися обробкою дерева, робили вози, меблі, скрині, посуд. Славилися колісники і бондарі. Поширення одержало гончарське, ковальське, шкіряне, кравецьке і інші ремесла. Свої вироби підліснівчани вивозили на ярмарки до Сум, Ромнів.
Хати будували в основному з дерева. З метою економії земель ставили їх на балках поближче до води. Кількість дворів швидко зростала, народжуваність була високою. У зв'язку зі зростанням населення в Підліснівці виникають нові села: Коржівка (Степне), Гола Долина
Поступово Сумський полковник Герасим Кондратьєв і його сини привласнили полкові землі і після пільгових років підліснівчани були перетворені у звичайних кріпаків. З 1732 року в Сумському полку селяни працювали на користь феодала, влітку, кожного дня, а взимку по три дні на тиждень. Село Підліснівка не було винятком. Селяни на користь феодала обробляли поля, косили сіно, возили дрова, будували млини, своєї землі вони фактично не мали. Тільки за «послушанство» родина Кондратьєва наділяла землею, при умові, що селяни справно будуть нести панщину. За користування землею селяни відбували не тільки відробіткову ренту, але натуральну і грошову. Так, на користь феодалів, наші односельці щорічно платили по 14, 5 карбованців і по 50 четвертей жита.
Пригноблене населення Підліснівки і навколишніх сел гостро реагувало на утиски царських воєвод.
За даними на 1864 рік у власницькому селі Сумського повіту Харківської губернії мешкало 438 осіб (203 чоловічої статі та 235 — жіночої), налічувалось 66 дворових господарств.
Станом на 1914 рік село відносилось до Степанівської волості, кількість мешканців зросла до 1391 особи.
10 січня 1939 року була створена Сумська область з території Харківської, Чернігівської та Полтавської областей. Підліснівка в складі Сумського району увійшла у новостворену область УРСР. Та мирна праця людей була перервана віроломним нападом нацистів. Чоловіки були демобілізовані на фронт, а жінки залишилися кувати перемогу в тилу. З листопада 1941 року по березень 1942 року в Підліснівці діяла підпільна організація на чолі з жителем Новомихайлівки Черв'яковим.
Була звільнена Підліснівка 03 вересня 1943 року 167 Сумсько-Київською стрілецькою дивізією.
Під час війни на фронтах бились 162 наших односельці, 52 загинуло смертю хоробрих, 70 нагороджені орденами і медалями.
Після війни важливим був 1950 рік — рік народження колгоспу імені Дзержинського. В нього увійшли 4 колгоспи: імені Будьонного, Петровського, Жданова, імені 17 партійного з'їзду. Першим головою був Колесник Іван Григорович. У березні 1951 року головою обирається Доценко Гаврило Іванович, який працював по 1972 рік.
У 60-х роках у Підліснівці була добудована семирічна школа. Будинок культури побудований в 1964 році на 300 місць з бібліотекою. Ще раніше працював цегельний завод. Село почало оновлюватися. Згодом колгосп увійшов у десятку економічно сильних колгоспів Сумської області
На зміну топтанкам муруються цегляні світлиці. Колгосп почав спеціалізуватися на вирощуванні огородини. До Підліснівки стали навідуватися делегації. По результатах восьмої п'ятирічки місцевий колгосп одержав високу державну нагороду, Орден Трудового Червоного Прапора. Груди голови колгоспу прикрасили Орден Леніна, Жовтневої революції та два Ордени Трудового Червоного прапора.
12 червня 2020 року, відповідно до розпорядження Кабінету Міністрів України № 723-р «Про визначення адміністративних центрів та затвердження територій територіальних громад Сумської області», село увійшло до складу Степанівської селищної громади.
19 липня 2020 року, в результаті адміністративно-територіальної реформи та ліквідації Сумського району(1923—2020), увійшло до складу новоутвореного Сумського району.
9 серпня 2024 року в селі попрощалися із двома братами Шаповалами - Дмитром і Богданом, які загинули під час авіаудару 8 серпня у селі Могриця. Хлопцям було шість і 23 роки. Тіла з Могриці через обстріли евакуювали волонтери обласної організації Червоного Хреста.

## Населення

### Мова
Розподіл населення за рідною мовою за даними :
| Мова            | Кількість | Відсоток |
| --------------- | --------- | -------- |
| українська      | 585       | 96.54%   |
| російська       | 18        | 2.97%    |
| білоруська      | 1         | 0.17%    |
| болгарська      | 1         | 0.17%    |
| інші/не вказали | 1         | 0.15%    |
| Усього          | 606       | 100%     |

## Відомі люди

### Відомі уродженці
- Профатілов Ілля Іванович — Член Ревізійної комісії КП(б)У в 1940—1949 р. Член ЦК КП(б)У в 1949—1952 р. Депутат Верховної Ради СРСР 2—3-го скликань.